# آق ويران
آق ويران (بالتركية: Akören)‏ هي بلدة ومُديريَّة تقع في ولاية قونية بتركيا. تصل مساحتها إلى 628.7 كم²، وترتفع عن سطح البحر حوالي 1096 م.